# Dimitrios Mougios
Dimitrios Mougios (grekiska: Δημήτρης Μούγιος), född 13 oktober 1981 i Aten i Grekland, är en grekisk roddare. Han tog en silvermedalj i lättvikts-dubbelsculler vid olympiska sommarspelen 2008 i Peking tillsammans med Vasileios Polymeros.